# Сандра Шайн
Джу́діт Ба́рбара Ді́ос (англ. Judit Barbara Dios; нар. 9 вересня 1981, Будапешт, Угорщина), відома як Са́ндра Шайн (англ. Sandra Shine) — угорська порноакторка, модель та кінорежисерка.

## Біографія
Народилася в Будапешті. Жила з матір'ю і братом. З 16 років почала підробляти моделлю і пізніше зайнялась цим серйозно. Через два роки, щоб заробити більше, почала грати оголеною. Зазвичай грає одна або з дівчатами. Єдиний раз вона погодилась на зйомку з чоловіком (своїм партнером) у фільмі «Sandra Goes Wild».
Її псевдонім складений з імені її найкращої шкільної подруги Сандри і англійського Shine (укр. блищати). За твердженням моделі, вона приносить людям світло.
У лютому 2001 року і серпні 2003 року Сандра Шайн стала «Кішечкою місяця» журналу Penthouse. Її фільмографія нараховує більше 20 робіт.
Веде кілька вебпроєктів, які приносять їй основний дохід.

## Нагороди
- 2003 рік — Penthouse Pet of the Month — Серпень.
- 2005 рік — Viv Thomas Award за найкращу лесбійську сцену у фільмі «Pink Velvet 3: A Lesbian Odyssey».
- 2006 рік — Viv Thomas Babe of the Month March.